# Alexander Perls

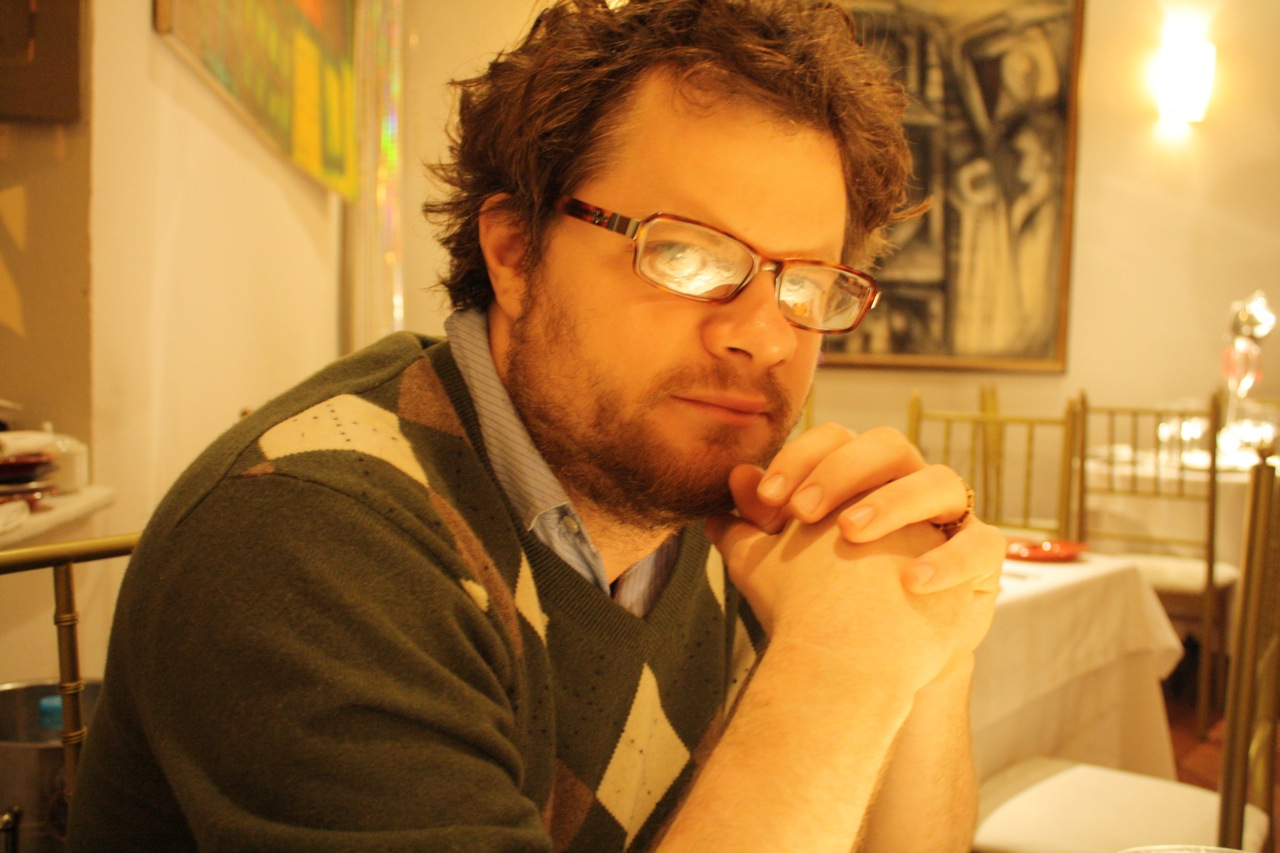
Alexander Perls (2008)

Alexander Perls (* 11. Mai 1976 in Boston) ist ein US-amerikanischer Musikproduzent. Bekannt geworden ist Perls vor allem durch sein Musikprojekt 009 Sound System, dessen Lieder häufiger in YouTube-Videos enthalten sind. Er produzierte unter anderem Lieder von David Guetta, Ian Carey, Paul van Dyk und ATB.

## Karriere
Geboren wurde Perls in Boston, Massachusetts. Er ist der Enkelsohn des deutschen Kunsthändlers Klaus Perls, der Neffe von Nick Perls, dem Gründer von Yazoo Records, sowie der Neffe des Autors John Rousmaniere. Zwischen 2000 und 2008 produzierte und schrieb Perls in erster Linie Songs für andere Musikproduzenten, wie zum Beispiel David Guetta, Paul van Dyk, Ian Carey oder ATB. Von 2000 bis 2003 war er Mitglied des elektronischen Musikduos Circ, welches ein Album und mehrere Singles veröffentlichte.

## 009 Sound System
Mit der Einführung des Systems Audioswap seitens YouTube, welches unter anderem urheberrechtlich geschützte Musik der Videos durch freie ersetzt, wurden einige Songs von 009 Sound System bekannt, unter anderem Dreamscape, With a Spirit, Born To Be Wasted und Trinity. Jeder Besitzer betroffener Videos erhielt eine Auswahl, mit welchem Lied er seine bisher verwendeten urheberrechtlich geschützte Musik austauschen möchte. Da 009 Sound System an erster Stelle der alphabetisch sortieren Liste von Audioswap stand, wählten viele Besitzer auf die Schnelle Lieder von diesem Projekt.

## Diskografie

### Alben
- Annex Trax, Vol. 1 (2008)
- 009 Sound System (2009)

### EP
- Holy Ghost (2008)

### Singles
- Dreamscape (2008)
- Space and Time (2008)
- Trinity (2009)
- Speak to Angels (2009)
- With A Spirit (2009)
- Beat of the Moment (2008)
- Dream We Knew (2011)
- Powerstation (2011)
- Wings (2011)

### Als Produzent (Auswahl)
- Alex Megane – Hurricane (2006, #20 DK)
- Paul van Dyk – White Lies (2007, #38 DE)
- Ian Carey Project – Get Shaky (2010; #46 DE)
- Darius & Finlay – Do It All Night 2k12 (2012; #34 DE)